# هديل (اسم)
هديل هو اسم مؤنث، يعني صوت الحمام، أو صوت الهدهد.